# Natalie Grams
Natalie Grams, née le 12 avril 1978, est une médecin et auteure allemande. Pratiquant auparavant l'homéopathie, elle est devenue connue à travers l'Allemagne comme une lanceuse d'alerte pour son livre publié en 2015, très critique sur cette discipline. En 2016, elle a rejoint le Wissenschaftsrat, le Conseil allemand des sciences et des humanités, et en 2017 devint chargée de communication du Gesellschaft zur wissenschaftlichen Untersuchung von Parawissenschaften (Société pour une investigation scientifique des para-sciences), une organisation à but non lucratif. Elle fait aussi partie du comité de conseil de la fondation Giordano Bruno depuis mai 2017 et est vice-présidente de la fondation de la presse humaniste en Allemagne depuis octobre 2017.